# Віно Нобіле ді Монтепульчано

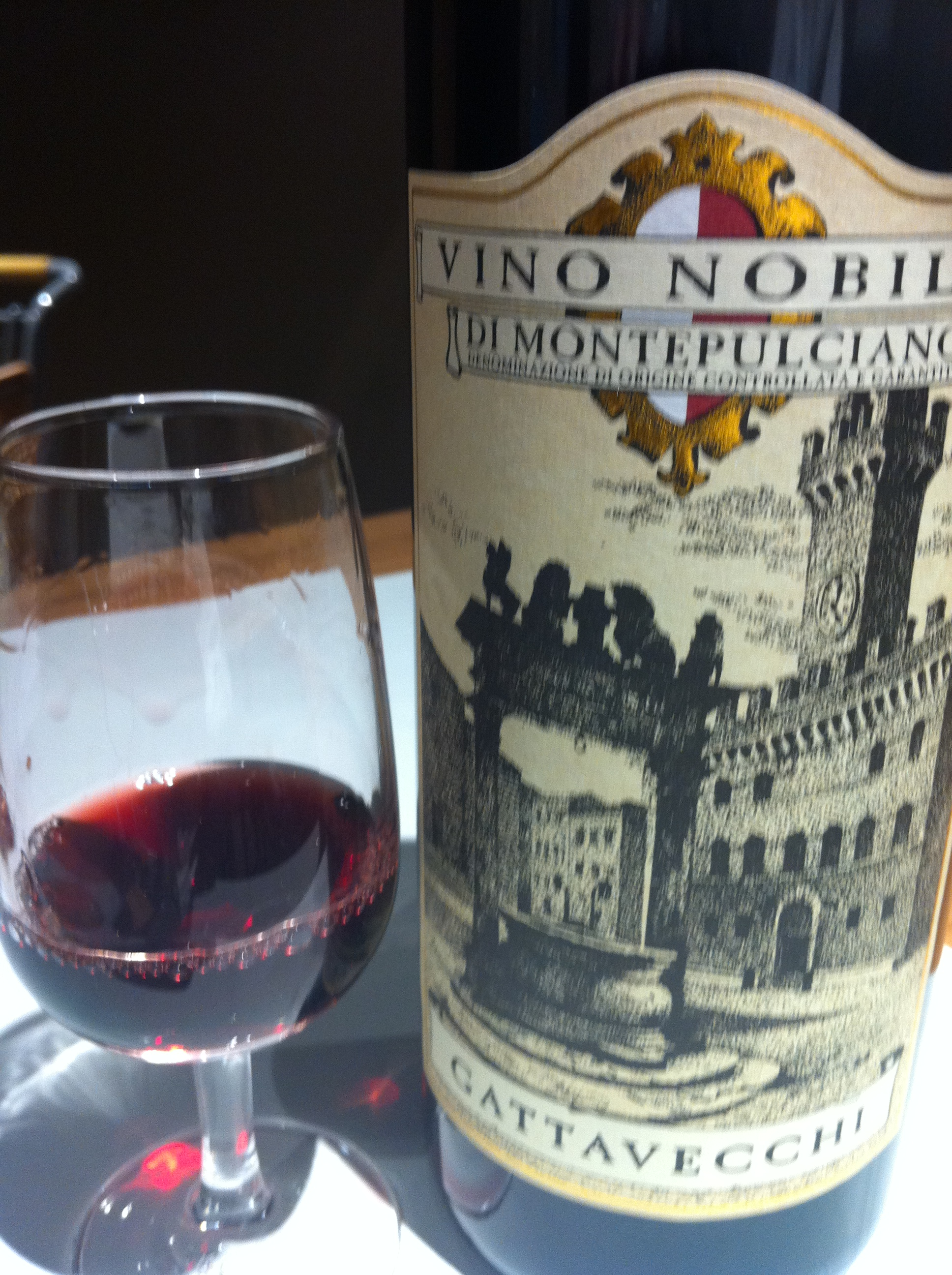
Віно Нобіле ді Монтепульчано

Віно Нобіле ді Монтепульчано (італ. Vino Nobile di Montepulciano DOCG) — виноробна зона розташована навколо міста Монтепульчано (південь регіону Тоскана). Виробляється вино найвищої категорії якості, яке є одним з найвідоміших вин цього регіону.

## Історія
Виноград в регіоні вирощували щонайменше з середніх віків. Документ, датований 1350 роком, містить положення щодо торгівлі та експорту вина Монтепульчано. У 1787 році перша згадка назви «Vino Nobile» в документі — звіті про витрати губернатора королівського притулку Сан-Джироламо. В 1965 році з метою захисту та просування іміджу «Віно Нобіле ді Монтепульчано» (згодом також «Россо» та «Він Санто»), в Італії та в усьому світі, був створений консорціум виробників —«італ. Consorzio del Vino Nobile di Montepulciano». У 1966 році виноробна зона отримала статус DOC. У 1980 році «Віно Нобіле ді Монтепульчано» першим серед італійських вин отримало найвищу категорію якості — DOCG.

## Сорт винограду
Дозволяється виробляти вино з санджовезе (не менше 70 %) з додаванням місцевих сортів, зазвичай виробляється з цього сорту без домішок.

## Теруар
Виноградники ростуть на пагорбах висотою від 250 до 500 м, їх площа складає більше 1000 гектарів. Ґрунти піщані або глинисті, з домішками каміння. Клімат теплий, середземноморський.

## Характеристика вина
Мінімальний рівень алкоголю — 12,5 °, для вин категорії «Riserva» — 13 °. Витримка — мінімум 2 роки, з яких не менше року в бочках. Для категорії «Riserva» — витримка 3 роки, з яких не менше року в бочках. Вино має гарний потенціал для витримки. Смак приємний, з нотами червоних фруктів та прянощів. Відчутні кислотність та м'які таніни.